# Siphanthera fasciculata
Siphanthera fasciculata là một loài thực vật có hoa trong họ Mua. Loài này được (Gleason) Almeda & O.R. Robinson miêu tả khoa học đầu tiên năm 1999.